# ワールド・セントラル・キッチンの救援車列に対する攻撃
2024年4月1日、イスラエル軍の無人航空機（UAV）がガザ地区で活動するワールド・セントラル・キッチン（WCK）の3台の救援車両を攻撃し、7人の援助隊員が死亡した。2023年パレスチナ・イスラエル戦争中、イスラエルの侵攻と封鎖によって飢饉に近い状況に追い込まれているガザ地区北部で、作業員たちは、仮設の桟橋から少し離れた倉庫への食料の輸送を監督していた。
この攻撃は、イスラエルにガザへの援助物資の流入を妨げないよう命じた、ジェノサイド条約に関する国際司法裁判所（ICJ）での判決（全会一致で採択）の3日後に発生した。イスラエル軍は、無人航空機の操縦者が5分間に3発のミサイルをWCKの3台の車に発射し、最初の攻撃での生存者は2台目の車に乗り込んだが、その数分後に2発目のミサイルが命中したとした。2回目の攻撃の生存者の一部は3台目の車に乗り込んだものの、その車も3発目のミサイルで攻撃された。7人の援助隊員は全員殺害され、遺体はアル＝アクサ殉教者病院に送られた。隊員はオーストラリア、イギリス、パレスチナ、ポーランド、アメリカとカナダの二重国籍を持っていた。
「IDFとの事前調整が行われていたにもかかわらず、イスラエル軍は無許可の武装勢力を標的にした」と、IDFは非難の的となった。IDF側は操縦者がWCKの居場所などを誤認し、車列に関する情報を適切に伝達せず、3台すべてを連続して攻撃して交戦規定に違反したことを認めた。また本件を巡り南部軍のヤロン・フィンケルマン少将含む2人の将校が解任され、さらに3人が譴責処分となった。WCKの創設者であるスペイン人シェフのホセ・アンドレスは、イスラエルが意図的に支援部隊を攻撃したと非難した。WCKは、IDFの調査は信用できないと主張し、第三者による調査を求めた。オーストラリア政府は報告書を提出したが、IDF側の重大な過失を指摘しながらも、イスラエルの立場をほぼ支持していた。
この攻撃は広く国際的な非難を浴び、WCKをはじめとする人道支援団体はガザでの活動を一時的に停止することになった。また、この事件に関する在ポーランド・イスラエル大使の発言は、両国間の外交問題にまで発展した。そして、「イスラエルが戦争犯罪の一つである飢餓を戦争の武器として意図的に使用している」というコメンテーターの発言から、多くの人々にその考えは浸透することとなった。

## 背景
2023年10月27日、イスラエルはハマースによる10月7日の攻撃を受けて、ガザ地区に侵攻を開始した。侵攻開始以来、深刻な人道危機が発生している。医療は崩壊状態にあり、イスラエルによるガザ地区の封鎖によって食糧、清潔な水、医薬品、燃料が不足している。ガザ地区では、イスラエルの管理する検問所を通過できる人道援助が限られており、これが問題を悪化させている。無人航空機（UAV）による空爆は、10月7日以降にイスラエルで食糧支援活動を行っていたWCK人道支援の数時間後に行われ、その時WCKはキプロスからガザ地区北部に100トンの食糧を輸送した。
2024年3月、食料への権利に関する国連特別報告者などの専門家は、ガザはすでに飢饉に見舞われているかもしれないと警告した；また、難民インターナショナルのジェレミー・コニンダイク会長は、「大規模な飢饉による餓死」が間もなく始まると述べた。ガザ地区における広範な民間人の死と10月7日の最初の攻撃は、イスラエルとハマースに対する戦争犯罪の非難につながっている。民間の支援員や、支援機関の職員に対する攻撃は数多く報告されており、2023年パレスチナ・イスラエル戦争全体では、173人以上のUNRWA職員がイスラエル軍に殺害されたと報告されている。
イスラエルの政治家たちは、ガザでの援助物資の配布に反対している。元少将のギオラ・アイランドは、「ガザ地区での包囲作戦をより効果的にするためには、他国からのガザへの援助を阻止しなければならない」とのコメントをしている。アイランドのこの発言は、後にICJの南アフリカ代表団によって引用されている。
この殺害事件の3日前、現在進行中のジェノサイド条約に関する裁判において、暫定措置の追加を求める南アフリカからの2度目の要請に対し国際司法裁判所（ICJ）は、「イスラエルはガザへの援助物資の流入を妨げず、 ”緊急に必要とされる基本的サービスと人道支援の提供” を可能にするために ”滞りなく” 行動しなければならないとの全会一致の判決を下していた。判決の中でICJは、ガザについて「もはや ”飢饉の危険に瀕している” のではなく ” 飢饉が到来しつつある " のであり、国連監視団によれば、27人の子どもを含む31人がすでに栄養失調と脱水症状で死亡している」と述べた。
UAVによる空爆の2日前、WCKの車がイスラエル国防軍の狙撃を受けた。WCKはこの事件に関してイスラエルに苦情を申し立て、労働者の安全の保証を要求していた。

## 事件発生
2024年4月1日、イスラエル軍の無人航空機による攻撃により、ガザ地区を走行中のWCKの車3台に同乗していた7人のWCK援助隊員が死亡した。『Sky News』は、事件は午後10時半から11時の間に発生したと推定している。車の残骸はそれぞれ2.5kmほど離れていたため、『ワシントン・ポスト』紙は、「攻撃開始後にUAVから逃げ長距離を移動していた車があったことを示すもの」と報じ、『フィナンシャル・タイムズ』紙は、「3台は別々に攻撃された」と結論づけた。
WCKは、3台が攻撃される前に、IDFとは事前調整が行われていたと発表。加えてWCKは、車両にはWCKのロゴが描かれておりイスラエル軍と「非戦闘地域」で 「事前調整」をしていたにもかかわらず攻撃されたとして非難した。
『ハアレツ』はイスラエル国防軍側の情報を引用し、UAVから発射されたミサイルがWCKの支援車両1台に命中した後、乗客の何人かが別のWCKの車両に乗り込み、運転を続け、攻撃されたことを責任者に通知したが、数秒後、この車にもミサイルが命中したと報じた。その後に、3台目の車が2台目の車の負傷者何人かを乗せ、装甲を行ったが、3台目の車にも3発目のミサイルが命中したという。

## 犠牲者
7人が死亡し、パレスチナ赤新月社によって「挑戦的な作戦」によって救出され、デイル・アル＝バラフのアル＝アクサ殉教者病院に搬送された。犠牲者たちはチャリティーのロゴが入った防護服を着ていたとされている。
ワールド・セントラル・キッチンの7人の隊員（本事件で死亡）の中には、イギリス人、オーストラリア人、ポーランド人、パレスチナ人、アメリカとカナダの二重国籍者が確認されている。イギリス人国籍を持つ隊員3人は、イギリスのドーセット州プールに本社を置く警備会社ソレス・グローバルに勤務していた。
犠牲者は以下の通り：
- サイフ・アブ・タハ (サイフェッディン・イサム・アヤド・アブタハ) - ラファフ出身の26歳のパレスチナ人。2024年の初めからWCKのドライバーとして働いていた。[37][40]
- ダミアン・ソボル - プシェムィシル出身の35歳のポーランド人[41]。ソボルは2022年からWCK隊員として活動するようになり、2022年ロシアのウクライナ侵攻でも救援活動に従事していた[42]。2023年2月、トルコ・シリア地震の被害を受けたエルビスタン（英語版）に支援物資を届けた[42]。2023年9月にはモロッコ地震の被災者を支援した[42]。その後、エジプトでガザ難民を支援し、後にガザ地区まで赴いて支援を行っていた[42]。
- ラルザウミ・ゾミ・フランクコム - 43歳のオーストラリア人[43][40]。
- ジェームズ・ヘンダーソン - 33歳のイギリス人。イギリス海兵隊に所属。ソレス・グローバルの民間警備請負業者でもあった[40][44]。
- ジョン・アントニー・チャップマン - 57歳のイギリス人。イギリス海兵隊に所属。ソレス・グローバルの民間警備請負業者でもあった[40][44]。
- ジェームズ・カービー - 47歳のイギリス人[45]。元兵士で、ソレス・グローバルの民間警備請負業者でもあった[40]。
- ジェイコブ・フリッキンガー - 33歳のカナダ系アメリカ人。ケベック州出身。元カナダ軍兵士で、第22ロイヤル連隊（英語版）の歩兵だった[46][43]。

## 犯人
IDFは、この事件に関与し攻撃を行ったとされる2人の兵士を特定したと発表した。そのうちの一人はノチ・マンデル司令官で、ヨルダン川西岸地区のユダヤ人入植者で「宗教的民族主義者」であった。2024年1月、マンデル司令官は他の130人のIDF予備役将校とともに、ガザから人道援助に対して妨害を行い、「ガザ市内での人道物資の供給と病院の運営」を許可しないよう求める公開書簡に署名していことも判明した。
イギリスを代表する法廷弁護士マイケル・マンスフィールドは、この事件について「この文書は、特定の心情に関して明らかに関連性があります。言い換えれば、これは、イスラエル軍の攻撃目標が主に、ハマースではなく、包囲下で援助を武器として使っている "ガザ地区全体” であることを示唆しています。結果として、命の危険にさらされるのは、戦闘員ではない民間人、医療従事者、女性、子供、負傷者、援助を届ける責任がある者たちです。7人が死亡したことに見られるようにです」とコメントした。

## 事件直後の反応
欧州委員会、イラン、ヨルダン、国連のマーティン・グリフィス人道問題調整官、ノルウェー難民評議会、WCKとともに食糧を届けていたプロアクティバ・オープン・アームズ、スコットランド、世界保健機関（WHO）のテドロス・アダノム事務局長、世界食糧計画のシンディ・ヘンスリー・マケイン事務局長などである。

### ワールド・セントラル・キッチン

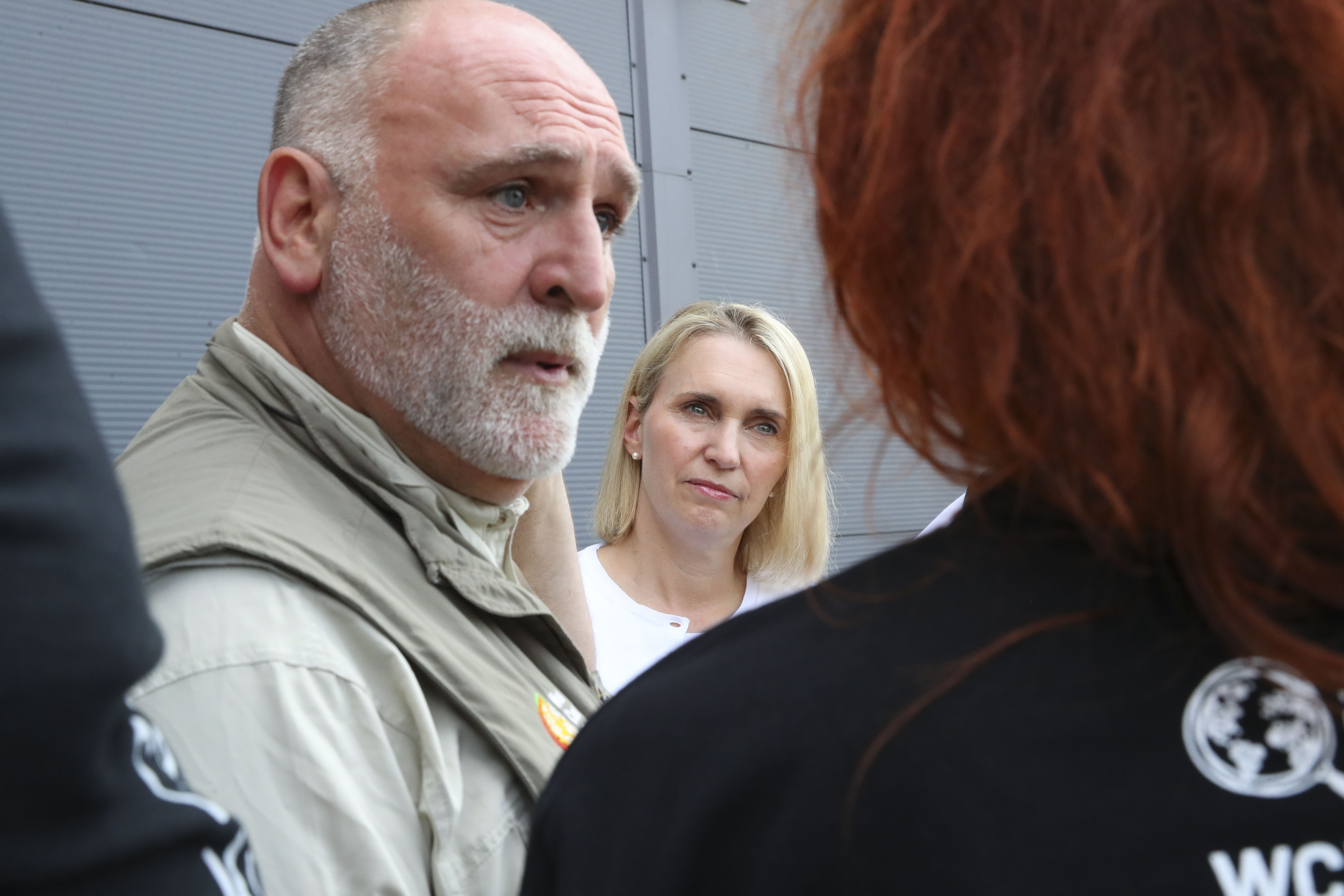
ワールド・セントラル・キッチンの創設者、ホセ・アンドレス（左）。

ワールド・セントラル・キッチンの創設者であるホセ・アンドレスは、「遺族や友人、そして私たちWCK隊員は、心を痛め、悲しんでいます。ウクライナ、ガザ、トルコ、モロッコ、バハマ、インドネシアで共に働いた仲間たち......天使たちです。彼らは顔のない人たちではない・・・名前もない人たちではない。」と述べた。またアンドレスは、イスラエルに対し、「無差別殺戮」をやめるよう呼びかけ、「人道援助を制限するのをやめ、民間人や支援者を殺すのをやめ、食料を武器として使うのをやめる必要があります」と続けた。
アンドレスは別の声明で次のように述べた： 「我々の支援に対する攻撃は、戦争の霧の中での不幸なミスではありませんでした。明らかに故意に狙って行われた攻撃であり、我々の動きはIDFに察知されていたのです」。また、アンドレスは別のビデオ声明で、IDFが組織的かつ意図的に隊員を標的にし、車に乗っていた全員を殺害したと非難した。加えて、IDFよりも中立的な機関が調査を行うことを要求した。
WCKの最高経営責任者であるエリン・ゴアはこう述べた： 「これはWCKに対する攻撃というだけでなく、食糧が戦争の武器として使用されている最も悲惨な状況に現れた、人道支援組織に対する攻撃です。許しがたいことです」。ゴアは続けて「私たち（ワールド・セントラル・キッチン）と世界は、イスラエル国防軍による攻撃のために、今日、美しい命を失った」とコメントした。

### 遺族
ラルザウミ・ゾミ・フランクコムの遺族は、『シドニー・モーニング・ヘラルド』紙の取材で、イスラエルに対して戦争犯罪容疑の捜査を行うよう訴えた。ジェイコブ・フリッキンガーの両親は、ジェイコブの死を「犯罪である」として、イスラエルの謝罪も拒否し、第三者による調査を要求した。ジェームズ・ヘンダーソンの兄は、人道的使命に基づき行動する人々んち愛する殺害は「許しがたい」と述べた。加えて「イギリス政府が説明責任を果たせるとは思えない。イギリス政府はイスラエルに武器を売るだろう。間違いない。それが、我らイギリス市民を殺すために使われるかもしれないのにだ。それを理解するのは難しい。」と述べた。

### イスラエル
イスラエル軍関係者は陸軍ラジオで、この攻撃は「イスラエルがこの戦争で見た、最悪の事件だ」と語った。ベンヤミン・ネタニヤフ首相は、「イスラエル軍が意図せず罪のない人々を攻撃した悲劇的な事件だ」とコメントした。IDFは、「この悲劇的な事件の状況を理解するため、過去最高レベルで徹底的な検証を行っている」と述べた。そしてIDFは最終的に責任を取り、イスラエルの攻撃は「夜間における誤認によるミスだった」と謝罪した。

### ハマース
ハマースは声明で無人航空機による空爆を非難し、国際社会に行動を起こすよう促した：「この戦争犯罪は、イスラエルの占領軍が、罪のない市民、国際救援チーム、人道支援団体を意図的に殺害し、そこで活動する人々を恐怖に陥れ、人道的任務の遂行を阻止しようとする政策を続けていることを改めて裏付けるものである」

### 国際社会の反応

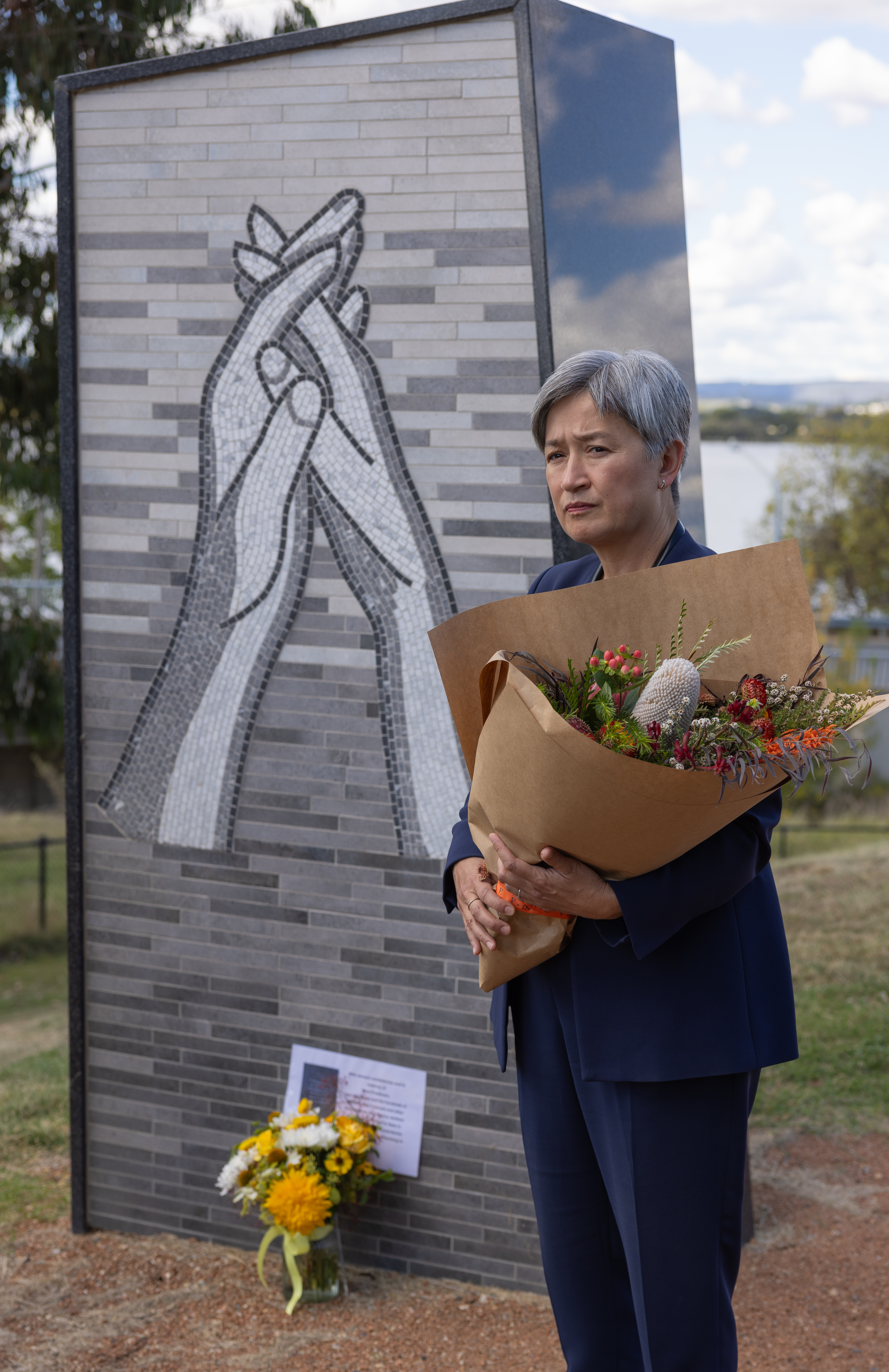
ペニー・ウォン外務大臣がラルザウミ・ゾミ・フランクコムの追悼碑に献花（オーストラリア）

- オーストラリア − アンソニー・アルバニージー首相は、オーストラリア国籍のラルザウミ・ゾミ・フランクコムの死について「まったく容認できない」と述べ、外務貿易省（DFAT）がイスラエル大使に説明を求めたことを明らかにした[43]。DFATは、イスラエル政府に「徹底的かつ迅速な見直しを求めている」と述べた[59]。
- ベルギー − ハジャ・ラビブ（英語版）外相は、「援助従事者は必要不可欠な仕事をしており、民間人と同様に保護されなければならない」と述べ、また、「あまりにも多くの援助従事者がガザ紛争の犠牲になっている」と付け加えた。[60]
- ブラジル − ブラジル外務省は声明の中で、この攻撃に深い落胆を表明するとともに、「ここ数週間の軍事行動によるパレスチナ市民と医療従事者の死と被害」を嘆き、特にアル・シファ病院への攻撃について言及した。同省はまた、3月25日に採択された紛争停戦を求める国連安全保障理事会決議の遵守を求め、1月26日に国際司法裁判所がイスラエルに対して、紛争における大量虐殺を防止するための措置をとるよう求めた命令によって示された「暫定措置の拘束力」を引用した[61]。
- カナダ − メラニー・ジョリー外相は、テロ事件の全容解明を求めた[62]。
- 中国 − 外交部の汪文斌報道官は、「中国は、民間人に危害を加え、民間施設を損傷し、国際法に違反するすべての行為に反対する」と述べた[63]。
- コロンビア − コロンビア外務省は声明の中で、遺族とWCKとの連帯を表明するとともに、イスラエルに対し、ガザ地区に「存在するNGOの保護を保証し、国際人道法に従う」よう求めた。また、同省は、空爆に関する「徹底的かつ独立した」調査を求め、ガザ地区における人道援助へのアクセスを保証することの重要性を改めて強調した[64]。
- キプロス − キプロス外務省は「迅速かつ決定的な」調査を求めたほか、国際法および人道法は「絶対的なもの」[26]であると述べ、「人道援助従事者は常に尊重され、保護されなければならない」と付け加えた[65]。
- エジプト − エジプト外務省は、この殺害は国際法の「あからさまな」違反であるとし、この攻撃について徹底された調査を要求した[66]。
- フランス – フランスのステファン・セジュルネ（英語版）外相は、パリでのアントニー・ブリンケン米国務長官との会談後の記者会見で、イスラエルの空爆を「強く非難」し、こう付け加えた： 「人道援助従事者の保護は、すべての人が遵守すべき道徳的・法的要請である」[67]
- ドイツ – ドイツのアンナレーナ・ベアボック外相は、この攻撃についてのイスラエル政府による迅速な調査を求めた。また、遺族に対して哀悼の意を表した[68]。
- アイルランド − ミホル・マーティン外相兼国防相は、「イスラエルの攻撃により、ガザ市民の救命のための援助を行っていた人道援助従事者が死亡したことに驚愕している」と述べた[69]。
- メキシコ − メキシコのアンドレス・マヌエル・ロペス・オブラドール大統領は記者会見で、ハリケーン・オーティス被災の際にWCKメキシコ支部が行なった人道支援活動を挙げながら、今回のテロで犠牲になった人々の友人や遺族に哀悼の意を表した。ロペス・オブラドール大統領はまた、「この非人間的な戦争の停戦を求める」とも述べた[70]。
- ポーランド − アンジェイ・ドゥダ大統領は、WCK隊員の死に深い哀悼の意を表し、「この悲劇は決して起きてはならないものであり、調査されなければならない」と述べた[71]。ラドスワフ・シコルスキ（英語版）外相は、ポーランド市民の死に哀悼の意を表明し、イスラエルの駐ポーランド大使に「緊急の説明」を求めたと述べた[38]。無人機による攻撃に関する非難に対して物議を醸すような対応を連発したため、イスラエル大使がポーランド外務省から忠告を受けることとなる（ワールド・セントラル・キッチンの救援車列に対する攻撃 § 外交を参照）。ポーランド側はイスラエル大使に対し、プルゼミシル地方検察での捜査への参加、情報提供への全面的な協力、ダミアン・ソボルの遺族への補償金の支払いを要求した[72]。ポーランドはまた、3月25日の国連安全保障理事会決議の遵守を求めた。同決議は、ガザ地区での停戦と、ガザへの人道的輸送を妨害しないことを求めている[72]。
- カタール − カタール外務省は、この攻撃を「強く非難し、国際法および人道法に違反する衝撃的な犯罪とみなす」と述べた[73]。
- スペイン − ペドロ・サンチェス首相は、7人のWCK隊員の死について「イスラエル政府からの説明を期待・要求する」と述べた。また公式に前述したような内容を語る前に、攻撃についてX上で「ぞっとする」とポストしていた[74]。その後IDFとネタニヤフ首相による説明を受け、サンチェス首相は「まったく受け入れられず、不十分だ」と判断した[75]。
- アラブ首長国連邦 −アラブ首長国連邦の外務省は、7人の死亡を非難し、イスラエルの責任を追及し、この攻撃の調査を求めた[76]。また、UAEは攻撃後、ガザへの援助を一時停止することとなった[77]。
- イギリス − デーヴィッド・キャメロン相はイスラエルに対し、攻撃について透明性のある説明を行うよう求めた[78]。リシ・スナク首相は、攻撃中に少なくとも1人の英国人隊員が殺害されたことに「衝撃を受け、悲しんでいる」と述べた[69]。外務・英連邦・開発省はイスラエル大使を呼び寄せ、説明を求めた[79]。
  -  スコットランド − ハムザ・ユーサフ首相は、イギリスからイスラエルへの武器輸出を直ちに中止するよう求め、次のように述べた：イスラエル政府の手によって、飢餓と暴力に直面しているパレスチナ人に重要な援助を提供している人道支援者が殺されているように、民間人の死者数は許しがたいものとなっている。イスラエルへの武器輸出を止めないことで、イギリスは罪のない民間人の殺害に加担する危険にさらされている[80]
- アメリカ − ジョー・バイデン大統領はこの攻撃を非難し、「憤慨し、心を痛めている」と述べ、イスラエルは「必要な援助を市民に届けようとする援助関係者を守るために、イスラエルは十分なことをしていない」と批判し、また、「アメリカ合衆国は繰り返し、イスラエルに対してハマースへの軍事作戦と人道的活動を調整し、民間人の犠牲を避けるよう求めてきた」と述べた[81]。
- バチカン市国 − 教皇フランシスコはイスラエルによる攻撃を非難し、ガザとウクライナにおける平和を祈った[14][82]。

### 国際機関の反応
- 欧州連合 − EUのジョセップ・ボレル外務・安全保障政策上級代表は次のように述べた： 「今回の攻撃を非難し、調査を求める。一般市民や人道支援者を守るためのあらゆる要求にもかかわらず、新たな罪のない犠牲者が出ている」また、さらにこう続けた： 「本事件より、即時停戦や完全な人道的アクセス、民間人の保護強化を求める国連安保理決議が直ちに採択・実施されなければならないことを示している」[32]。欧州委員会のヤネス・レナルチッチ（英語版）危機管理担当委員（英語版）はこうポストした： 「ガザで活動する人道支援者がまた攻撃されたことを非難する。これは止めなければならない。今すぐ。#停戦」[83]
- NATO − ブリュッセルで開かれた記者会見で、NATOのイェンス・ストルテンベルグ事務総長はこう述べた： 「今、ガザで目にしているのは人道的大惨事だ。苦しみが蔓延り、市民が殺されている現状や、人道支援者に対する攻撃を非難する」。また、ストルテンベルグ事務総長は、イスラエルが事態を調査する措置をとったことに感謝すると述べた[84]。
- 国際連合 − アントニオ・グテーレス事務総長は、イスラエルによる空爆を「良心がない」とし、現在進行中の紛争で殺害された援助要員の数を引用した。また、グテーレス事務総長は、3月25日に可決された停戦を求める国連安保理決議が「遅滞なく実施されなければならない」と繰り返した[85]。マーティン・グリフィス（英語版）事務次長は、この攻撃に「憤慨している」と述べ、犯人の行動については「弁解の余地がない」とした[86]。

### その他
- イスラミック・レリーフ（英語版） - 人道支援団体であるイスラミック・レリーフはこの攻撃を非難し、「人道支援活動家に対する度重なる致命的な攻撃に我々は憤慨している」と述べた[87]。
- ノルウェー難民評議会（英語版）（NRC）のヤン・エゲランド（英語版）事務局長は、「これほど多くの援助関係者が殺害された例は他にはない」と述べた[88]。

## 余波

### ガザでの人道支援活動への影響
ガザ地区で活動する人道支援団体は、攻撃後、一時的ではあるが活動を停止することとなった。その中には、ANERAやプロジェクト・ホープも含まれており、ANERAのメディア担当者スティーブ・フェイクは、「WCKの車列に対するあからさまな攻撃は、援助活動家が現在攻撃を受けていることを証明するものだ」と述べている。攻撃の影響により、240トンの支援物資を積んでガザに向かっていたWCK援助船は、安全上の懸念を理由にキプロスに戻った。

### 外交関係への影響
ヤコブ・リブネ駐ポーランド・イスラエル大使は、WCK車両への攻撃の数時間後のポーランド上院のクシシュトフ・ボサク副議長による戦争犯罪の告発を否定するSNSでの投稿を、SNS上で否定した。これらのリブネの行動は、インターネット上で「事件発生から数時間後、ポーランドの国会で、ボサクが所属する党の議員であるグジェゴシュ・ブラウンがハヌッキーヤーのメノーラーを消火器で消した事件」と比較された。大使は、「ポーランドの極右と左翼」が本事件を 「意図的な殺人」と非難しているのだと投稿している。投降の最後には、「反ユダヤ主義者はいつまでも反ユダヤ主義者であり続ける」と綴っていた。大使の発言は火に油を注ぐ結果となった。ポーランドのアンジェイ・ドゥダ大統領は「あまり喜ばしくない、簡単に言うと、ひどい」と述べ、ポーランドのドナルド・トゥスク首相は、車両への攻撃についての大使の反論には賛成できず、謝罪の言葉を期待していると述べた。その後大使は2024年4月5日にポーランド外務省に呼び出され、アンドレイ・シェイナ外務副大臣と対談を行った。副大臣によると、リブネ大使はこの件について謝罪した。
オーストラリアのアンソニー・アルバニージー首相とペニー・ウォン外相は、事件後、イスラエルでネタニヤフ首相と会談した。アルバニージー首相はネタニヤフ首相に対し、今回のテロでオーストラリア国民が死亡したことにオーストラリア国民は憤慨していると述べた。アルバニージーは後に、ネタニヤフ首相がこの攻撃を「意図的ではない」「戦争ではよくあることだ」と説明したことについて、納得がいかないと述べた。4月5日、オーストラリア政府は、イスラエル政府の調査は、オーストラリアからの期待を「まだ満たしていない」とし、調査がオーストラリアの期待に応えるよう責任を負う特別顧問を任命すると表明した。また、攻撃の証拠はすべて残されなければならないともコメントした。4月6日、ウォンは、リチャード・マールズ国防相とともに、イスラエルの担当大臣に、攻撃に関与した人物に対してさらなる処分を行うよう求める手紙を出したと述べた。
ペニー・ウォンは2024年9月、国連本部で行われた記者会見で、ガザで殺害された他の隊員と並び、「今回の事件は一過性の事件ではない」と発言した。同日、ウォンはヨルダン、スイス、インドネシア、シエラレオネ、イギリス、日本、ブラジル、コロンビアの各国政府とともに「人道要員の保護に関する会合」の実施を発表した。

### 調査
事件発生直後の会見で、イスラエル国防軍は自らの過失などは説明しなかった代わりに、調査を開始すると述べた。数時間後、イスラエルのベンヤミン・ネタニヤフ首相は、イスラエル軍が7人の「罪のない」人道支援者を殺害したことを認め、「意図的ではなかった」と述べた。
4月5日、この攻撃の編集映像が記者団に公開されたが、車列が攻撃された瞬間は映っていなかった。現在も、完全な映像は公開されていない。
ベリングキャットは車の残骸を分析し、「不活性ミサイルまたは低収量ミサイルによる精密攻撃の特徴がある」と結論づけ、「イスラエル軍の空爆」が原因であるとした。最初に狙われた車の位置は31.4118, 34.3231； 2台目の車が狙われた地点は800メートル離れた31.4168, 34.3290； 3台目は31.4005, 34.3115 で、最初の車両から約1,600メートル（1.0マイル）離れた地点であった。1台目・2台目の攻撃地点は、国際連合人道問題調整事務所（OCHA）が「人道回廊」と認定した道路上で、3台目の攻撃地点は人道回廊に隣接する畑であった。ベリングキャットはさらに、使用されたシステムの画像処理能力にもよるが、少なくとも1台の車両の屋根にワールド・セントラル・キッチンのマークが「攻撃が実行されたときに上空から見えた可能性が高い」と結論づけた。
アルジャジーラのサナド・エージェンシーは「オープンソース情報、目撃者の証言、現場からの画像」を分析し、イスラエル国防軍の攻撃は「意図的」であり、「WCKに属する3台の車両を一度に1台ずつ狙った」と結論づけ、2台目と3台目の車両の損傷は「空から狙われた痕跡がある」とした。車にWCKのマークがあったことから、アルジャジーラのサナド・エージェンシーは、「WCKはコンプライアンスを遵守しており、WCKとイスラエル軍との間で移動に関する事前調整があった」と結論づけた。最初の攻撃の目撃者であるハサン・アル・ショルバギによれば、最初の攻撃で負傷した者は2台目の車に移り、移動を続けたという。
BBCは、車の残骸を分析した2人の軍事専門家の話を引用し、車は無人航空機（UAV）のミサイルで攻撃された可能性が高いと結論づけた。またBBCは、3台の車間距離を分析し、複数回攻撃が行われたと報道した。
CNNは、イスラエルの攻撃は「複数の精密打撃が行われていたようだ」と報じ、軍事専門家は車体の傷が「無人航空機に配備された弾薬と一致する」と述べたとした。
ハアレツは、あるイスラエル国防軍筋の「現場の部隊は、わが軍の管轄する任務とは無関係の事象が起こった際、何の連絡もなしに攻撃を開始することを決定する場合がある」との発言を引用した。さらに、ハアレツはイスラエル国防筋の情報を引用し、破壊された車は「屋根と側面にワールド・セントラル・キッチンのものであることが明記」されており、「イスラエル国防軍と事前調整されたルートを走行」していたが、「テロリストが車列と一緒に移動している疑いがあった」ため、「ルートの警備を担当する部隊の戦闘室が無人航空機の操縦者に攻撃を命じた」と報じた；このテロリストとされた人物は、デイル・アル＝バラフの食糧倉庫まで移動していた援助物資輸送車の中にいた 「武装した男」だった；車列は倉庫に武装した男が乗る援助車両を残して去り、その後も「武装した男は倉庫を離れなかった」が、イスラエルのヘルメス450無人航空機による攻撃は武装した男がいない車列に対して行われた。

#### IDFの調査
イスラエル国防軍（IDF）による調査は、ラファエル・アドバンスド・ディフェンス・システムズの社長兼CEOであるヨアヴ・ハー＝イブン少将（退役）が指揮を執り、2024年4月4日に事件に関する最初の調査結果を報告した。調査結果報告書でIDFは、WCKが夜間の行動をIDFと事前調整していたことを認めた。しかし、IDF内部ではこれらの計画はIDFの作戦部隊には伝えられていなかったとの反発が起きた。IDFは、事件の前にWCKの車両が援助車両を護衛しており、その車両の屋根には銃を持った男が乗っていて、銃を発砲したとした。BBCの記者は、ビデオは「多少ぼやけている」としながらも、銃声ははっきりと映っていたとコメントした。その後、IDFはWCKに連絡を試みたが、連絡が取れなかったとした。ガザでは電話通信が「不安定」であり、IDF自体が援助団体に無線の使用を禁止しているとのことである。
IDFによれば倉庫で、武装した人が他の武装した人と合流しているのが確認され、それにより無人航空機の操縦手は武装集団をハマースのメンバーであると推測したとのことである。その結果、IDFによれば、無人航空機の操縦者は、WCKの車両がハマースによって利用されていると考え、さらに「ライフルのようなものを持ってWCKの車に乗り込む人物を見た」という誤認もあったという（実際はカバンであった）。IDFによれば、無人航空機の操縦手は、WCKの援助隊員が車で移動しているのではなく、援助用トラックとともに倉庫に残ったと考えていたという。さらにIDFは、無人航空機の操縦手は夜間だったこともあり、WCK車両のマークを確認できなかったと述べ、BBCニュースは「無人航空機の映像もそれを裏付けているようだ」とコメントしている。
それゆえ、IDFによれば、無人航空機は23時9分から23時13分までの間に、WCKの車両に3発のミサイルを撃ち込み、車両を1台ずつ破壊した。最初の攻撃で生き残った2人のWCK隊員が2台目の車両に乗り込み、その車両に2発目のミサイルが命中した。その後、2度目の攻撃で生き残った数人が3台目の車両に乗り込み、その車両にも3発目のミサイルが命中した。IDFによれば、IDFの大佐と少佐は、法務官が同席していない状態で無人航空機による攻撃を承認したが、2回目の攻撃は承認が行われていないにも関わらず行われたという。IDFの調査結果の結論は、「2台目と3台目の車両に銃撃者がいたという情報はなかった。そして、数分以内に、正当な理由もなく攻撃された。3台の車両への攻撃は、関連する命令及び指令に著しく違反して実行された」というものであった。処分としては、火力支援部隊を率いていた少佐と、旅団参謀長だった大佐を解任した。また、南部軍の師団長、旅団長、担当将官に対しては譴責処分となった。

##### IDFの調査に対する反応
WCKの創設者であるホセ・アンドレスは、声明の中で次のように述べている： 「IDFは、ガザでの失敗を調査することはできない。これ以上の人道的犠牲者を出さないようにするだけでは十分ではない。すべての市民を守る必要があり、ガザにいる罪のないすべての人々に食事と安全を提供する必要がある。そして、すべての人質を解放しなければならない」。アンドレスはABCニュースのインタビューで、「あまりよく見えなかった」というIDF側の主張に反発し、WCKの白い車に付いている明るい色のロゴは、夜の暗闇でも無人航空機から見えると主張した。
『デイリー・テレグラフ』紙は、この調査が「バイアスの主張」を呼び起こしたと書いた：その調査は「ラファエル・アドバンスド・ディフェンス・システムズの社長兼CEO」によって主導され、また「IDFはラファエルの最大の購入者の一つである」。『ガーディアン』紙は、なぜ調査が急遽打ち切られたのか、イスラエル軍の指揮官がなぜ軍の作戦規則に違反したのか、人道支援用車がイスラエル軍の許可を得てこの地域で活動していることを兵士たちがなぜ知らなかったのかなど、重要な疑問に対する回答はほとんどなかったと報じた。さらに同紙は、調査結果はイスラエル軍の意思決定過程に対する疑念を再燃させる可能性が高いとも報じた。人道支援団体、人権団体、そしてパレスチナ人たちは、イスラエルが無謀な攻撃を行ったと繰り返し非難しており、これに対してイスラエルは否定している。『ポリティコ』の取材に対し、ある匿名の米政府高官は、「イスラエルは現状を維持するために必要なことは何でもやるし、何でも言うだろう」と述べた。
国際法学者のダグラス・ギルフォイルは、この攻撃について「ほぼ間違いなく戦争犯罪に当たる」とコメントしている。また加えて、「実際、それ以外の結論があり得るとは思えない」とも述べている。

#### ビンスキンの報告書
ペニー・ウォン外相は、マーク・ビンスキン元オーストラリア国防軍司令官を同外相の諮問委員に任命した。ビンスキンは、イスラエルの調査は「時宜を得た適切なものであり、いくつかの例外を除けば十分なものであった」と結論づけ、WCKが雇った地元の武装警備員をハマース戦闘員と国防軍が誤認したことが攻撃の原因であったと評価した。
ビンスキンは、最初の攻撃で最初のWCK隊員が死亡したのは、IDFと現場のWCK隊員との間のリアルタイムコミュニケーション不足が原因であり、2台目と3台目の車両への攻撃で他の6人が死亡したのは、IDFの交戦規定違反であると非難した。
野党のピーター・ダットン党首は、「ラルザウミ・ゾミ・フランクコムの死を政治利用している」と政府を非難し、そもそも報告書を依頼する必要が「あったとは思えない」と述べた。逆に、緑の党のメフリーン・ファルキ議員はそれを「隠ぺい工作だ」だと主張した。

### さらなる攻撃
2024年11月30日、イスラエルの空爆により、ハーンユーニスでワールド・セントラル・キッチンの車両が空爆され、隊員3人を含む5人が死亡した。空爆で亡くなった一人は、家族とともに「ガザ・スープ・キッチン」を運営し、2023年11月にイスラエルの空爆で兄を亡くしたマフムード・アルマドフーンだった。空爆後、同団体は再びガザでの活動を一時停止した。